# الربیعه
الربیعة یک منطقهٔ مسکونی در سوریه است که در استان حما واقع شده‌است.

## خصوصیات
الربیعة ۲٬۱۲۹ نفر جمعیت دارد.